# Maciej Wierzbicki
Maciej Wierzbicki (ur. 19 marca 1971 w Warszawie) – polski aktor teatralny, filmowy i serialowy. Doktor sztuk filmowych i teatralnych, wykładowca Akademii Teatralnej w Warszawie. 

## Życiorys
W 1996 ukończył studia na PWST w Warszawie.

## Filmografia
- Święto ognia (2023) – ortopeda
- Rodzinka.pl (2011) – Stefan (odc. 9)
- Siła wyższa (2011) – poseł Paweł
- Uwikłanie (2010)
- Maraton tańca (2010) – konferansjer
- Daleko od noszy 2 (2010–2011, od 2017) – sanitariusz Sławomir Słowikowski
- U Pana Boga za miedzą (2009) – „Kurczak”
- Ostatnia akcja (2009) – Kordian
- Grzeszni i bogaci (2009) – kelner Rick
- Na Wspólnej (2009) – Julian Szczęsny, nowy lokator domu na Wspólnej, przyjaciel Żanety Zięby
- Dom nad rozlewiskiem (2009) – organista Maciek
- Trzeci oficer (2008) – nadkomisarz Jaromir „Jarząbek” Lewandowski
- Mała wielka miłość (2008) – policjant Józek
- Magiczne drzewo (2008) – Max „Augustino”
- Mamuśki (2007) – Kupidura, klient Aleksandry Sroki
- Cztery poziomo (2007) – Jędrek
- Dwie strony medalu (2006–2007) – doktor Rawicz
- Job, czyli ostatnia szara komórka (2006) – ksiądz
- Oficerowie (2006) – nadkomisarz Jaromir „Jarząbek” Lewandowski
- Bulionerzy (2005–2006) – Ryszard Riko
- Tango z aniołem (2005–2006) – Marcel Śnieżko
- Okazja (2005) – złodziej Majak (odc. 4)
- Kryminalni (2004–2008) – „Ryba” (Gościnnie)
- Oficer (2004) – „Jarząbek”
- Camera café (2004) – Petent
- Ciało (2003) – taksówkarz
- Miodowe lata (1998–2003) – dziennikarz (odcinek „Medium” 2002)
- Pół serio (2000)
- Opowieści weekendowe: Niepisane prawa (1998) – Marian, sąsiad Haliny

## Teatr telewizji
- Skowronek (1999) – Le Hire
- Bigda idzie! (1999)
- Leśne licho (1997) – (3 role) Sopel; Smutek; Huba
- Księga raju (1997) – Celnik
- Dziady (1997)
- Bambuko (1997) – Nonsens
- Trzy cylindry (1996) – Romantyczny Zakochany
- Iwanow (1995)